# 堪輿
堪輿，中國古代傳統的擇日占卜方法，屬於神煞法，以推算每日輪值神名來決定吉兇。在隋唐之後，堪輿被改變成為風水的別名。現代風水師一般也同時進行擇日與風水兩種占卜方法。

## 概論
堪輿起源不詳，可以追溯至戰國時代，可能起源自楚國，流行於楚國與秦國。
據《史記》記載，在漢朝宮廷中有為皇室以堪輿法占卜的占卜師，稱為堪輿家。
堪輿，與建除、叢辰這三種占卜方法，都屬於神煞法，經由計算出每日所屬的神煞來決定吉兇。但是這三種的計算方法不同，採用的神名也不同。堪為天道（指北斗雄神「建」左行於「天」）、輿為地道（指北斗雌神「厭」右行於「地」），藉由模擬天地之道的運行，推占擇日。據北大漢簡，漢朝時，堪輿主要是以月厭、陰陽八會等來推算每日吉兇。